# (7437) Torricelli
(7437) Torricelli (1994 EF3) – planetoida z pasa głównego asteroid okrążająca Słońce w ciągu 3,6 lat w średniej odległości 2,35 j.a. Odkryta 12 marca 1994 roku.